# Тома, Санда (гребля на байдарках и каноэ)
Са́нда То́ма (рум. Sanda Toma; род. 17 марта 1970, Периш, жудец Илфов) — румынская гребчиха, бронзовый призёр Олимпийских игр.

## Карьера
На Олимпийских играх 2000 года Тома выиграла бронзовую медаль в гребле на байдарках-четвёрках на 500 метров.